# Ralph Raico
Ralph Raico (Nueva York, 
23 de octubre de 1936-13 de diciembre de 2016) fue un historiador estadounidense, libertario, y especialista en el liberalismo clásico europeo y la economía austríaca. Se desarrolló como profesor de historia en el Buffalo State College y fue miembro de la facultad senior en el Instituto Ludwig von Mises. Raico fue estudiante de Ludwig von Mises y aprendió alemán por propuesta de Mises. Raico tradujo Liberalismus de Mises al inglés.
Raico fue el editor de New Individualist Review, junto con Ronald Hamowy, una revista, impulsada inicialmente por el capítulo de la Sociedad Intercolegial de Individualistas en la Universidad de Chicago que se declaró "fundada en un compromiso con la libertad". El primer artículo de la primera edición se tituló "Capitalismo y libertad". Milton Friedman, F. A. Hayek, y Richard Weaver, fueron los primeros consejeros de facultad, más tarde se unieron George Stigler y Benjamin Rogge. Entre 1961 y 1968, diecisiete ediciones fueron publicados con artículos de Russell Kirk, William F. Buckley Jr., Ludwig von Mises y Murray N. Rothbard.
El archivo completo de la revista está disponible en Liberty Fund. En su introducción a esta reedición, Milton Friedman —uno de los asesores de la revista— escribe que la revista establece "un nivel intelectual que aún no ha sido, creo, igualada por ninguna de las publicaciones más recientes en la misma tradición filosófica". Raico era también un miembro fundador del Círculo de Bastiat, y fue considerado su poeta laureado. En 1999, Raico escribió Die Partei der Freiheit: Studien zur Geschichte des deutschen Liberalismus, un libro en lengua alemana que discute la tradición liberal en Alemania. En el año 2000, Raico fue galardonado con el Premio Gary G. Schlarbaum a la Trayectoria en la Causa de la Libertad por el Instituto Mises. En 2006, Raico se convirtió en uno de los miembros fundadores de la Sociedad Propiedad y Libertad, que fue fundada a instancias de Hans-Hermann Hoppe, como contrapartida más radical de la Sociedad Mont Pelerin.